# Anthony Steffen
Anthony Steffen, nome artístico de Antônio Luiz de Teffé  (Roma, 21 de julho de 1930 – Rio de Janeiro, 4 de junho de 2004) foi um ator ítalo-brasileiro que atuou principalmente no teatro e cinema italianos.

## Biografia
Nascido na embaixada brasileira na Itália, no Palácio Pamphilj. Era filho do embaixador Manuel de Teffé, piloto de corridas de carros e fundador do Circuito da Gávea, e da italiana Wanda Barbini, ambos de família nobre. Era bisneto do barão de Teffé, trineto do conde von Hoonholtz, neto do também embaixador Oscar de Teffé von Hoonholtz, bisneto do conde de Costa Pereira (fundador da conhecida Fábrica de Tecidos Bangu), sobrinho-bisneto do 2.° barão de Javari, e sobrinho-neto de Nair de Teffé, ex-primeira-dama do Brasil, esposa do marechal Hermes da Fonseca, considerada a primeira caricaturista mulher do mundo.
Na faixa dos vinte anos começou a atuar e depois foi progredindo na sua profissão. Participou de diversos filmes do chamado western spaghetti - tanto produções italianas como americanas. Contracenou com Sophia Loren, Gina Lollobrigida, Claudia Cardinale, Elke Sommer, Giuliano Gemma, Franco Nero, Clint Eastwood, Gian Maria Volonté, entre outras estrelas do cinema europeu e americano.
Após a sua imensa atuação em filmes, afastou-se da vida de ator e começou a viver pelo jet set internacional. Na década de 1980 voltou ao Brasil, residindo no Rio de Janeiro. Por dez anos residiu numa cobertura no Leblon, onde faleceu em 2004.
Alguns escritores brasileiros o homenagearam com um livro, intitulado: Anthony Steffen, um ator brasileiro no universo do western, de Daniel Camargo, Fábio Vellozo & Rodrigo Pereira, Editora Matriz, 2007.